# Caenurgina distincta
Caenurgina distincta är en fjärilsart som beskrevs av Berthold Neumoegen 1883. Caenurgina distincta ingår i släktet Caenurgina och familjen nattflyn. Inga underarter finns listade i Catalogue of Life.

## Bildgalleri

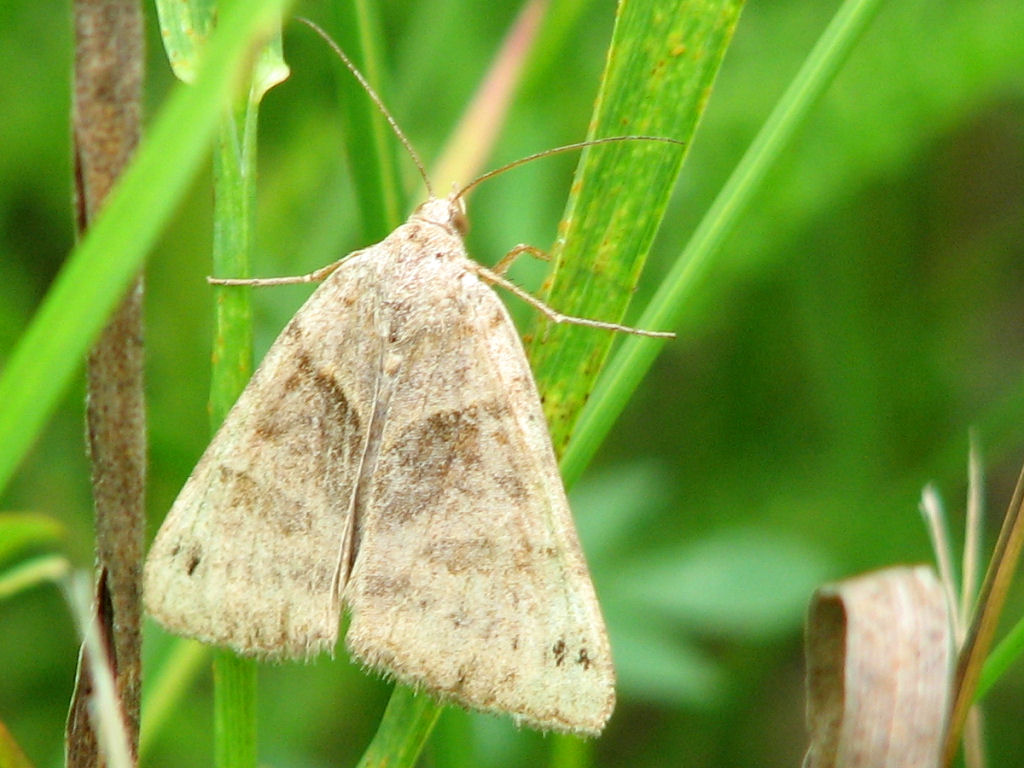
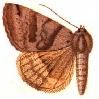